# بوستان اوهایوپلی

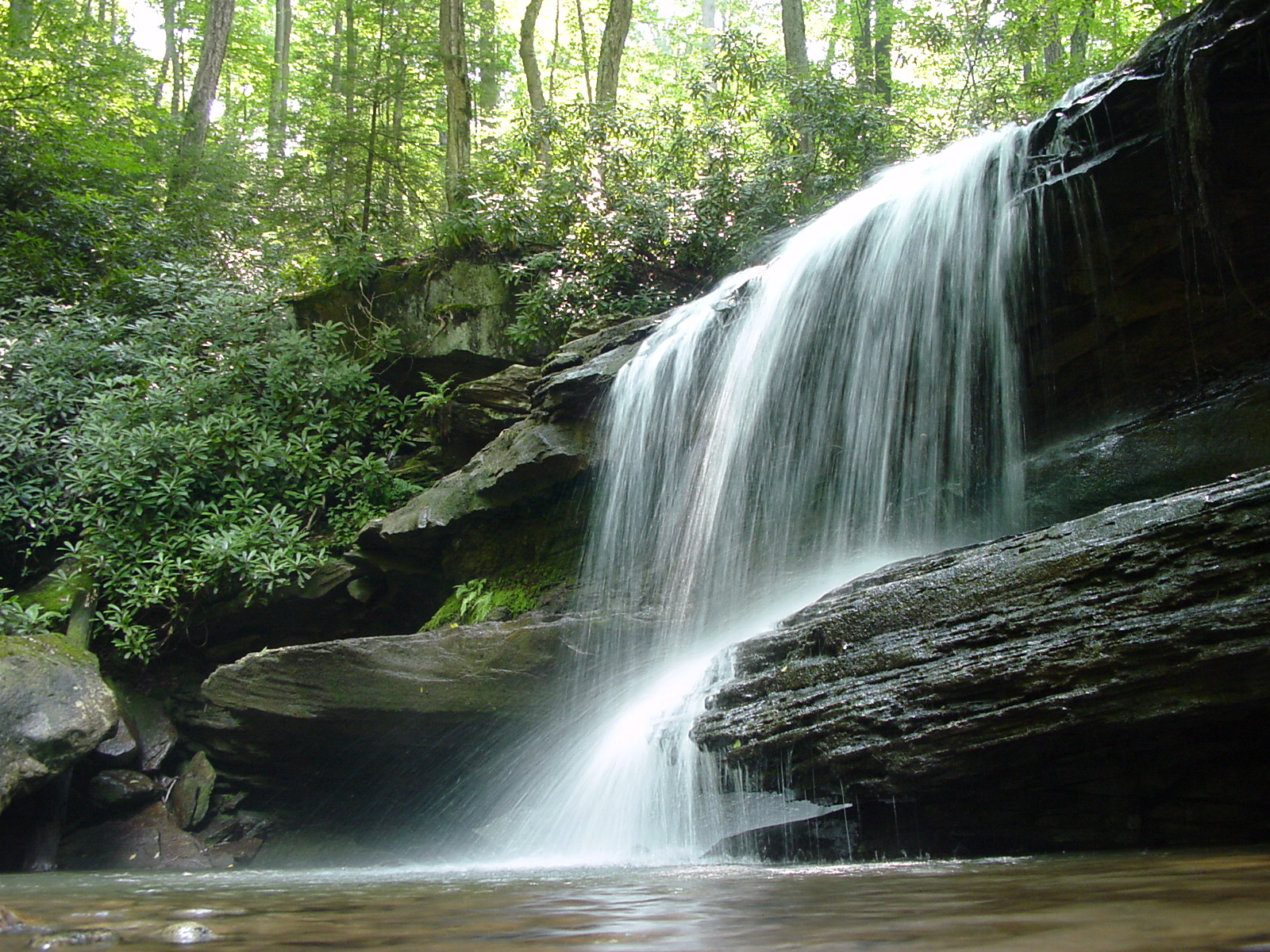
آبشاری در بوستان اوهایوپلی پنسیلوانیا

بوستان اوهایوپلی (به انگلیسی: Ohiopyle State Park)یکی از مناطق گردشگری و تفریحی به مساحت ۱۹٬۰۵۲ مترمربع در منطقه پنسیلوانیا ایالات متحده آمریکا واقع شده‌است.
در این بوستان آبشارها، رودخانه‌ها و فضای سبز متعددی موجود است، و قایق‌رانی در آب‌های خروشان یکی از مهم‌ترین تفریحات این بوستان به‌شمار می‌رود.

## تاریخچه طبیعی
بوستان ایالتی اوهایوپلی ویژگی آبشار چندگانه دارد:
- آبشار اوهایوپلی حدود ۶٫۱ متر ارتفاع آن است که در حوزه رودخانه یویگنی قرار دارد و در مرکز پارک واقع شده.[۱]
- آبشار کیوکامبر (خیار): آبشاری ۹٫۱ متری ارتفاع در این بوستان است. بازدیدکنندگان هنگام عبور از این رود باید به دلیل لغزندگی احتیاط کنند.
- کاسکیدز ٬ یک آبشار چوبی که در دفتر پارک قرار دارد و برای ماهیگیری مناسب است.

## نگارخانه

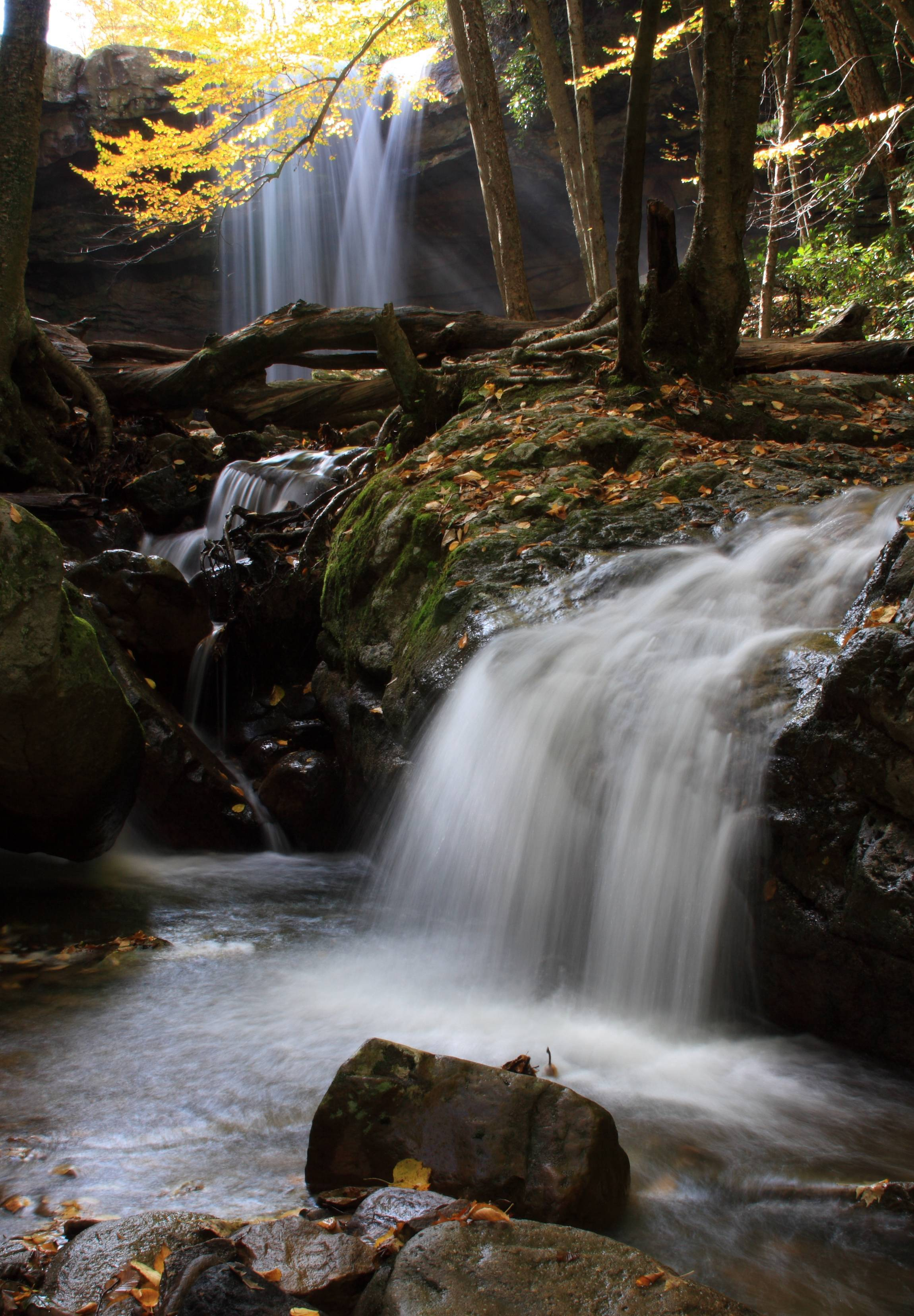
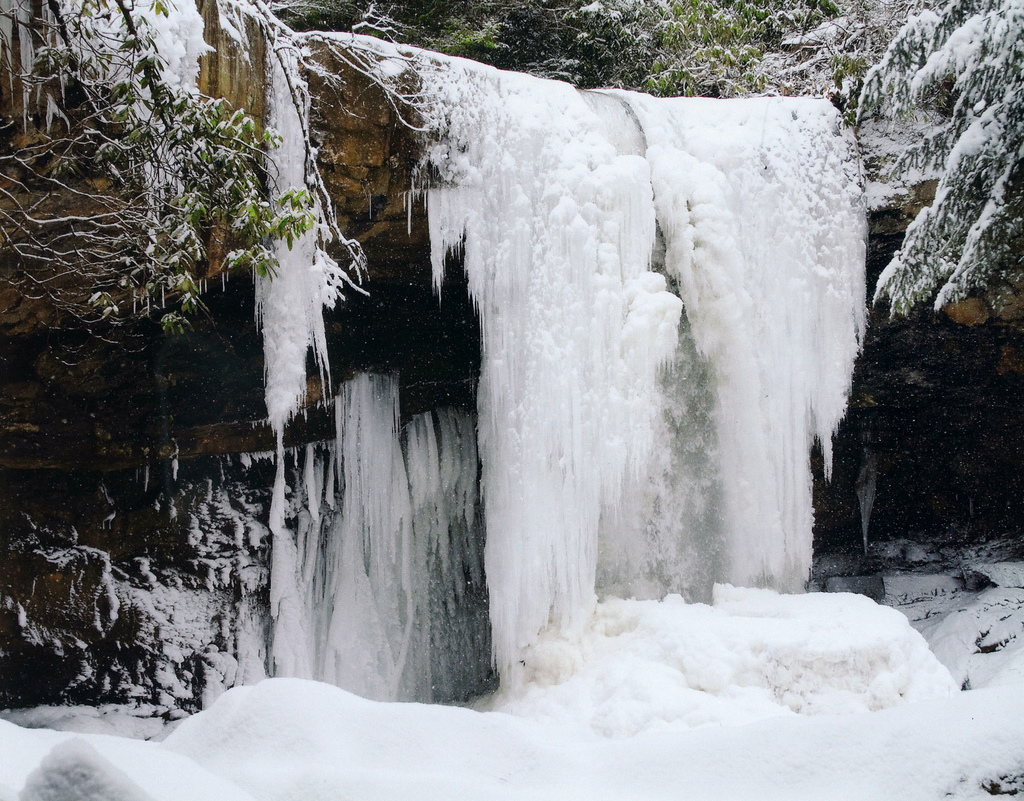